# Піжейруш
Піже́йруш (порт. Pigeiros; МФА: [pɨ.ˈʒɐj.ɾuʃ]) — колишня парафія в Португалії, в муніципалітеті Санта-Марія-да-Фейра. Перебувала у складі округу Авейру.  Входила до регіону Північ. За старим адміністративним поділом, що був чинним до 1976 року, територія парафії належала провінції Берегове Дору.  Ліквідована 28 січня 2013 року. Увійшла до складу парафії Калдаш-де-Сан-Жорже і Піжейруш. Площа парафії — 5,07 км², населення — 1181 ос. (2011), густота населення — 232,94 осіб/км²
. Патрон — Діва Марія. Поштовий індекс — 4520. Код  — 010920.

## Географія

Санта-Марія-да-Фейра (2013)
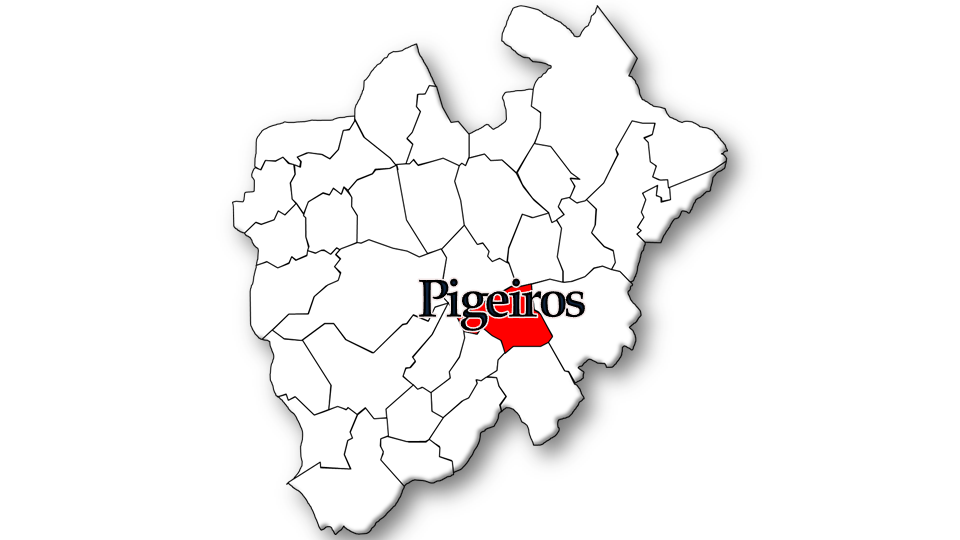
Піжейруш

## Населення
| Кількість мешканців | Кількість мешканців | Кількість мешканців | Кількість мешканців | Кількість мешканців | Кількість мешканців | Кількість мешканців | Кількість мешканців | Кількість мешканців | Кількість мешканців | Кількість мешканців | Кількість мешканців | Кількість мешканців | Кількість мешканців | Кількість мешканців |
| ------------------- | ------------------- | ------------------- | ------------------- | ------------------- | ------------------- | ------------------- | ------------------- | ------------------- | ------------------- | ------------------- | ------------------- | ------------------- | ------------------- | ------------------- |
| 1864                | 1878                | 1890                | 1900                | 1911                | 1920                | 1930                | 1940                | 1950                | 1960                | 1970                | 1981                | 1991                | 2001                | 2011                |
| 362                 | 433                 | 403                 | 406                 | 528                 | 518                 | 615                 | 651                 | 674                 | 804                 | 901                 | 1 124               | 1 217               | 1 369               | 1 181               |